# Campeonato Mundial de Halterofilia de 1989
El LXII Campeonato Mundial de Halterofilia se celebró en dos sedes: las competiciones masculinas en Atenas (Grecia) entre el 16 y el 23 de septiembre de 1989 y las femeninas en Mánchester (Reino Unido) entre el 24 y el 26 de noviembre del mismo año. Fue organizado por la Federación Internacional de Halterofilia (IWF) y las respectivas federaciones nacionales de los dos países sedes.
En los eventos participaron 353 halterófilos (220 hombres y 133 mujeres) de 37 federaciones nacionales afiliadas a la IWF.

## Medallistas

### Masculino
| Evento  | Oro                               | Plata                               | Bronce                               |
| ------- | --------------------------------- | ----------------------------------- | ------------------------------------ |
| 52 kg   | Ivan Ivanov Bulgaria 272,5        | He Zhuoqiang China 262,5            | Traian Cihărean Rumania 260,0        |
| 56 kg   | Hafız Süleymanov URSS 287,5       | Liu Shoubin China 285,0             | He Yingqiang China 280,0             |
| 60 kg   | Naim Süleymanoğlu Turquía 317,5   | Nikolai Peshalov Bulgaria 307,5     | Attila Czanka Rumania 305,0          |
| 67,5 kg | Israyel Militosian URSS 347,5     | Yoto Yotov Bulgaria 337,5           | Kim Myong-Nam Corea del Norte 327,5  |
| 75 kg   | Altymurat Orazdurdyyev URSS 362,5 | Pablo Lara Rodríguez · Cuba · 357,5 | Chon Chol-Ho Corea del Norte 355,0   |
| 82,5 kg | Kiril Kunev Bulgaria 385,0        | Plamen Bratoichev Bulgaria 380,0    | Ingo Steinhöfel RDA 377,5            |
| 90 kg   | Anatoli Jrapaty URSS 415,0        | Serguei Syrtsov URSS 407,5          | Ivan Chakarov Bulgaria 400,0         |
| 100 kg  | Petar Stefanov Bulgaria 415,0     | Nicu Vlad Rumania 412,5             | Pavel Kuznetsov URSS 400,0           |
| 110 kg  | Stefan Botev Bulgaria 427,5       | Andrew Davies Reino Unido 395,0     | Mirosław Dąbrowski · Polonia · 382,5 |
| +110 kg | Alexandr Kurlovich URSS 460,0     | Rizvan Guelisjanov URSS 432,5       | Michael Schubert RDA 425,0           |

1. 1 2 3  Arrancada (kg) + dos tiempos (kg) = total olímpico (kg).

### Femenino
| Evento   | Oro                                | Plata                                   | Bronce                                |
| -------- | ---------------------------------- | --------------------------------------- | ------------------------------------- |
| 44 kg    | Xing Fen China 165,0               | Kunjarani Devi India 132,5              | Bastiyah Said Muhamad Indonesia 130,0 |
| 48 kg    | Huang Xiaoyu China 172,5           | Choi Myung-Shik Corea del Sur 145,0     | Chu Nan-Mei China Taipéi 137,5        |
| 52 kg    | Peng Liping China 185,0            | Hiromi Uemura Japón 155,0               | Siika Stoeva Bulgaria 147,5           |
| 56 kg    | Xing Liwei China 180,0             | Zhaneta Gueorguieva Bulgaria 162,5      | Lalita Pallay India 160,0             |
| 60 kg    | Ma Na China 202,5                  | Kameliya Nikolaeva Bulgaria 202,5       | Daniela Kerkelova Bulgaria 182,5      |
| 67,5 kg  | Guo Qiuxiang China 220,0           | Mária Takács · Hungría · 200,0          | Valkana Tosheva Bulgaria 190,0        |
| 75 kg    | Milena Trendafilova Bulgaria 220,0 | Zhang Xiaoli China 215,0                | Arlys Kovach Estados Unidos 202,5     |
| 82,5 kg  | Li Hongling China 240,0            | María Isabel Urrutia · Colombia · 230,0 | Judith Oakes Reino Unido 202,5        |
| +82,5 kg | Han Changmei China 242,5           | Karyn Marshall Estados Unidos 240,0     | Carol Cady Estados Unidos 185,0       |

1. 1 2 3  Arrancada (kg) + dos tiempos (kg) = total olímpico (kg).

## Medallero
| Núm. | País            | Oro | Plata | Bronce | Total |
| ---- | --------------- | --- | ----- | ------ | ----- |
| 1    | China           | 8   | 3     | 1      | 12    |
| 2    | Bulgaria        | 5   | 5     | 4      | 14    |
| 3    | URSS            | 5   | 2     | 1      | 8     |
| 4    | Turquía         | 1   | 0     | 0      | 1     |
| 5    | Estados Unidos  | 0   | 1     | 2      | 3     |
| 5    | Rumania         | 0   | 1     | 2      | 3     |
| 7    | India           | 0   | 1     | 1      | 2     |
| 8    | Colombia        | 0   | 1     | 0      | 1     |
| 8    | Corea del Sur   | 0   | 1     | 0      | 1     |
| 8    | Cuba            | 0   | 1     | 0      | 1     |
| 8    | Hungría         | 0   | 1     | 0      | 1     |
| 8    | Japón           | 0   | 1     | 0      | 1     |
| 8    | Reino Unido     | 0   | 1     | 0      | 1     |
| 14   | RDA             | 0   | 0     | 2      | 2     |
| 14   | Corea del Norte | 0   | 0     | 2      | 2     |
| 16   | Indonesia       | 0   | 0     | 1      | 1     |
| 16   | Polonia         | 0   | 0     | 1      | 1     |
| 16   | Reino Unido     | 0   | 0     | 1      | 1     |
| 16   | China Taipéi    | 0   | 0     | 1      | 1     |
|      | TOTAL           | 19  | 19    | 19     | 57    |